# Talleres Populares de Poesía
Los Talleres Populares de Poesía fueron células de creación y discusión colectiva de la producción poética de las y los jóvenes radicalizados en la lucha por la defensa de la Revolución Nicaragüense y que podían ser obreros, artesanos, campesinos, vendedores callejeros, policías o soldados alistados en el Ejército Popular Sandinista o en la Policía Sandinista, milicianos integrados a batallones populares en las Milicias Populares Sandinistas, o empleados de instituciones públicas o estudiantes de cualquier nivel; el propósito era prolongar el proceso de concientización a través del conocimiento directo del fenómeno poético. 
Esta propuesta de hacer poesía formó parte del esfuerzo de popularizar el proceso artístico y democratizar la cultura, creado una nueva dinámica entre progreso artístico y progreso social.
La intención de hacer partícipe al pueblo, lo impulso el deseo que la poesía fuera un vehículo de expresión artística verosímil, revolucionaria y popular.
Aunque los talleres populares de poesía no formaron parte de la agenda oficial del FSLN hasta 1979, el antecedente histórico y geográfico de los talleres de poesía está en el Lago Cocibolca en el Archipiélago de Solentiname, lugar donde Ernesto Cardenal había fundado una comunidad contemplativa aglutinando a campesinos y artesanos isleños.
Cardenal, quien fue Ministro de Cultura del gobierno revolucionario afirmó: 
"Ésta es una poesía del pueblo."
En palabras de la costarricense Mayra Jiménez,
"Ésta es una poesía que documenta la realidad."
- Datos: Q11704212